# Turhan Yılmaz
Turhan Yılmaz (nascut l'11 de setembre de 1958) és un jugador d'escacs turc. És cinc cops campió turc d'escacs.

## Biografia
Yılmaz va guanyar el títol de Mestre Internacional (MI) de la FIDE el 1986. Va guanyar els campionats turcs d'escacs de 1978, 1979, 1986, 1989 i 2004.
Representant Turquia, va participar en les 26a, 27a, 28a, 29a, 30a, 32a, 33a i 36a Olimpíades d'escacs.
Les seves germanes Gülümser Öney i Gülsevil Yılmaz també van esdevenir en campions femenines d'escacs de Turquia.